# آماندا آردسما

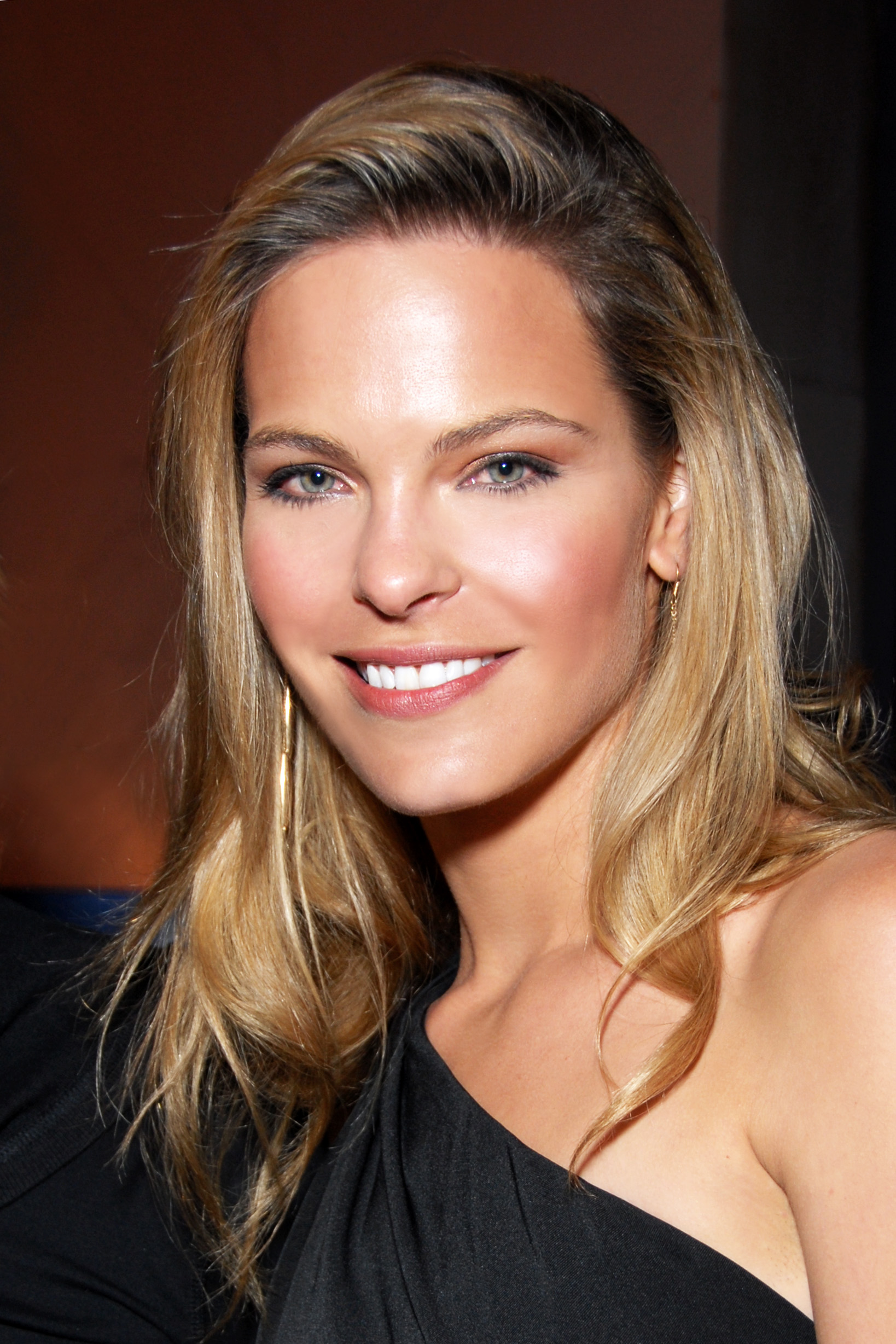
آماندا آردسما در لس آنجلس (۲۰۰۹)

آماندا آردسما (زاده ۲۴ اکتبر ۱۹۷۹ در دنور، کلرادو) هنرپیشه سینما و ملکه زیبایی آمریکایی است.

## زندگی
آماندا آردسما خواهر دیوید آردسما بازیکن بیسبال است.
آردسما برنده مسابقه دوشیزه نوجوان کالیفرنیا در سال ۱۹۹۴ و 1997 بانوی نوجوان کلرادو ایالات متحده آمریکا شد. در سال ۱۹۹۸ نیز در مسابقه دوشیزه نوجوان ایالات متحده آمریکا شرکت کرد.
آردسما اولین بازی خود را در سال ۲۰۰۰ در فیلم تیبل وان انجام داد. او همچنین نقش‌های مهمان در سریال‌های تلویزیونی آمریکایی سی‌اس‌آی و قاضی ایمی داشت. او در فیلم ترسناک کفتارها (۲۰۱۱) نقش والری را در مقابل ماندیلور کاستا بازی کرد. در سال ۲۰۱۳ او در سه قسمت از سریال روزهای زندگی ما بازی کرد.

## فیلم‌شناسی
- ۲۰۰۷: تختخواب و صبحانه اورلاندو (فرنسه فیلم)
- ۲۰۰۴: پادشاهان بروکلین
- ۲۰۰۰: جدول یک
- ۲۰۰۹: باب دیلن: فراتر از اینجا نهفته‌است (فیلم کوتاه)
- ۲۰۰۹: پسران خمیر
- ۲۰۰۹: درست مثل خانواده
- ۲۰۱۰: آنها می‌آیند: پیش‌درآمد
- ۲۰۱۱: کفتارها